# مدينة دبي الطبية
مدينة دبي الطبية هي منطقة حرة متخصصة في تقديم جميع أنواع الخدمات المتعلقة بصحة الإنسان والخدمات الطبية. تقع المدينة على مساحة 4,1 مليون قدم مربع في مدينة دبي إحدى مدن الإمارات العربية المتحدة، ويصل مجموع الأسرة بالمدينة إلى 1717 سرير
بتوجيهات الشيخ محمد بن راشد آل مكتوم، تم تأسيس «مدينة دبي الطبية» عام 2002 بهدف تحويل الامارة إلى مركز عالمي متميز للرعاية الصحية، ومقر لتدريس العلوم الطبية وبحوث وتقنيات علوم الحياة، ووجهة للسياحة العلاجية.
وتولت هيئة دبي للاستثمار والتطوير برئاسة محمد عبدالله القرقاوي تنفيذ المشروع بتكلفة إجمالية تبلغ 1.8 مليار دولار أمريكي، لدعم الأهداف الاستراتيجية والتنموية في ترسيخ مكانة دبي كمركز رائد للاقتصاد العالمي الجديد وتعزيز اتجاه الإمارة نحو اقتصاد المعرفة وبمستوى عالمي يجذب الكفاءات والعاملين بالمجال. ويأتي المشروع في إطار رؤية الشيخ محمد بن راشد آل مكتوم للعام 2010.

## الأقسام
تعمل مدينة دبي الطبية، التي تشرف عليها سلطة مدينة دبي الطبية (DHCA)، من خلال أربعة أقسام: الرعاية الصحية، والتعليم والبحث، والاستثمار والتنظيم.

## الأهداف
تهدف مدينة دبي الطبية إلى:
- تحسين وتعزيز منظومة الرعاية الصحية ونوعية خدمات العناية الطبية على الصعيدين المحلي والدولي، وتقديم مستوى عالمي متطور من الرعاية الصحية.
- العمل على جعل إمارة دبي مركز طبي وصحي عالمي.
- العمل على توفير الرعاية الطبية المتخصصة، وجذب الكفاءات الطبية المحلية والعالمية، والمستشفيات، والعيادات التخصصية، وشركات ومعامل الأدوية، والصيدليات والمستودعات، ومختبرات التحاليل الطبية ومراكز الأشعة، وغيرها من الاستثمارات الطبية بمختلف الإختصاصات.
- دعم التعليم الطبي ومراكز الأبحاث الطبية التخصصية ومواكبة أحدث التطورات العلمية الطبية.

## المراكز الطبية
- مركز الدكتور سليمان الحبيب الطبي.
- منطقة حرة للخدمات الطبية.
- مركز وتخطيط وجودة الرعاية الطبية.
- مركز جامعة هارفرد الطبية.
- مؤسسة هارفرد دبي للأبحاث الطبية.

كما تحتضن المدينة عدة مرافق طبية أخرى من أبرزها:
- مراكز نوفومد
- عيادة أستيتيكا
- مركز كامبردج الطبي
- اوركيد فيرتليتي
- مستشفى ميديور
- مركز صبح الطبي
- عيادة كمالي
- المركز الطبي الالماني
- عيادة نيسا ويل ومان
- عيادة فرساي لطب الاسنان

## مستشفيات المدينة
- مستشفى دبي الجديد
- مستشفى راشد
- مستشفى المكتوم
- مستشفى الوصل
- مستشفى البراحة
- مستشفى الأمل.[7]
- مستشفى الاكاديمية الامريكية للجراحة التجميلية[8]
- مستشفى مورفيلدز للعيون دبي[8]
- مستشفى الجليلة التخصصي للأطفال[8]
- مستشفى الإمارات التخصصي[8]
- مستشفى ميدكلينيك سيتي هوسبيتال[8]

## مؤسسات تعليمية في مدينة دبي الطبية
تضم المدينة عدة مؤسسات تعليمية هدفها تزويد المدينة وغيرها من المنشآت الطبية بأفواج من الأطباء والممرضين والأخصائيين المؤهلين بأعلى المعايير الطبية العالمية ومن أبرز المؤسسات التعليمية في مدينة دبي الطبية:

## توسع مدينة دبي الطبية
تهدف مدينة دبي الطبية في المرحلة الثانية إلى تحقيق التكامل والانسجام بين منظومة الرعاية الصحية والرعاية الوقائية والرفاهية وأسلوب الحياة العصري الحديث، ويمتد هذا التوسع على مساحة تقدر بحوالي 22 مليون قدم مربع، حيث جذبت المرحلة الثانية استثمارات بقيمة 1.03 مليار درهم منذ العام 2019، وتوزعت هذه الاستثمارات بين الاستخدامات التجارية والسكنية والضيافة واستخدامات الرعاية الصحية، وهو ما يتماشى مع أهداف مدينة دبي الطبية في جلب المزيد من المستثمرين وزيادة عدد المرافق الصحية لمواكبة الزيادة السكانية والاحتياجات المتنامية للخدمات الطبية.

## الإنجازات

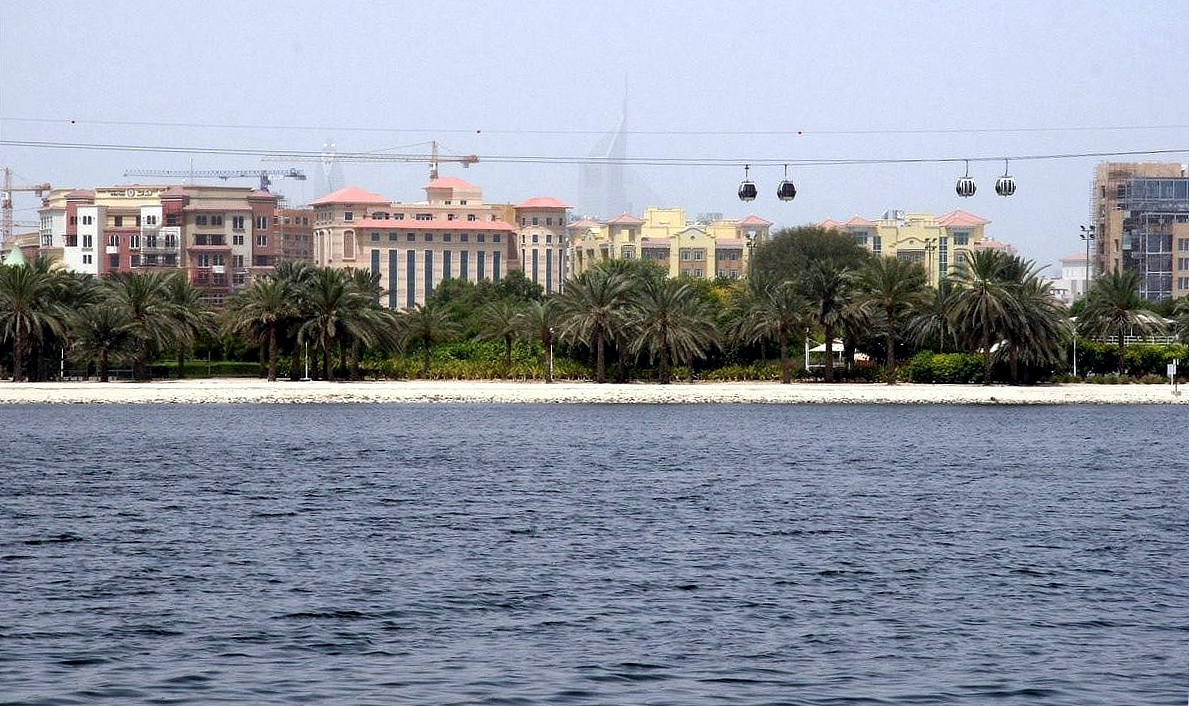

في عام 2023 سجلت المدينة نمواً بمقدار 12% ومن أهم إنجازاتها:
- زاد عدد المنشآت إلى ا إلى 481 منشأة من بينها 195منشأة طبية
- وسعت 19 منشأة نطاق عملياتها
- اتخذت أكثر من 130 شركة عالمية منها مقراً عالمياً لها
- دعمت المدينة الناتج المحلي الإجمالي لدبي بمقدار 2.8 مليار درهم إماراتي في عام 2021،
- التزمت بمعايير الاستدامة البيئية وذلك باعتمادها إجراءات صديقة للبيئة
- وقعت اتفاقيتي تعاون مع شركتي كلايم وجايد لاستشارات الرعاية الصحية مما عزز أداء شركاء الأعمال لديها
- في عام 2021 تم إطلاق منصة سي 37 حيث بلغ عدد الأطباء المسجلين فيها 28 طبيباً، من بينهم 14 خبيراً دولياً قاموا بإجراء 5,619 عمل جراحي ضمن المنصة.
- وفرت حوافز لدعم روّاد الأعمال الإماراتيين الراغبين بتأسيس أعمال ضمن المدينة عن طريق شراكتها مع مؤسسة محمّد بن راشد لتنمية المشاريع الصغيرة والمتوسطة
- حصلت مساحة العمل الطبية الخاصة الأولى من نوعها في دولة الإمارات والتي تديرها وتشغلها مدينة دبي الطبية على اعتماد رسمي من اللجنة الأمريكية للاعتماد الدولي (AACI) خلال مؤتمر الصحة العربي 2024.[12]
- حصلت مدينة دبي الطبية على جائزة الاعتماد الدولي للعيادات الخارجية للمرة الثالثة من قبل الجمعية الدولية للجودة في مجال الرعاية الصحية "إسكوا".[13]
- في عام 2021 حصلت مدينة دبي الطبية، على اعتماد «النظافة والاستدامة»لتصبح أولى مؤسسات قطاع الرعاية الصحية في الدولة التي تحصل على شهادة نظام الإدارة المتكاملة للمستشفيات من مؤسسة الاعتماد المتحدة في الولايات المتحدة الأمريكية[14]
- في عام 2025 - أعلنت سلطة مدينة دبي الطبيةعن تعاونها مع معهد الذكاء الاصطناعي والذكاء الكمومي (AIQII)، لإطلاق حل قائم على الذكاء الاصطناعي لتحليل مطالبات التأمين الصحي، مما يضمن مستويات كفاءة أعلى في معالجة المطالبات من خلال تحسين معدلات القبول الفورية، وتبسيط التعامل مع المطالبات المرفوضة، وتقليل الأعباء الإدارية. [15]

## وصلات خارجية
- مدينة دبي الطبية
- مؤسسة الجليلة